# Tweelingen (astrologie)

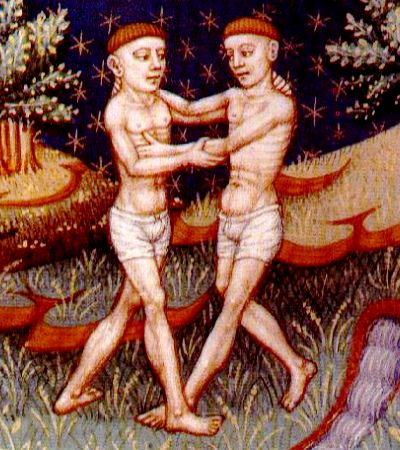
Tweelingen (Gemini)

Astrologisch symbool voor Tweelingen

Tweelingen (Lat: gemini) is het astrologisch teken van mensen geboren tussen ca. 21 mei en ca. 21 juni. Het vindt zijn oorsprong in het gelijknamige sterrenbeeld en is het derde teken van de dierenriem.
Tweelingen bestrijkt de op de ecliptica afgemeten boog vanaf 60 graden tot 90 graden voorbij het lentepunt. Het behoort tot de beweeglijke tekens en wordt verder geassocieerd met het element Lucht en de mannelijke, positieve tekens. De traditionele heerser van het teken is Mercurius. Volgens Claudius Ptolemaeus en zijn Tetrabiblos wordt het eerste decanaat van Tweelingen (0-10°) geregeerd door Jupiter, het tweede decanaat (10-20°) door Mars en het derde (20-30°) door Zon, wat de typologie bij de gewone zonnetekenastrologie verder kan verfijnen: 36 in plaats van 12 typen persoonlijkheden.

## Toelichting bij 'zonnetekens'
Als iemand naar je 'zonneteken' of 'sterrenbeeld' vraagt, heeft dat in de astrologie betrekking op de plaats van de Zon tijdens je geboorte. De westerse astrologie gebruikt bij de duiding van gebeurtenissen twaalf 'partjes' van de baan die de zon in de loop van het jaar schijnbaar langs de hemel maakt. Die partjes zijn de zonnetekens of kortweg: de tekens, te beginnen vanaf Ram bij het lentepunt. 'Sterrenbeelden' zijn eigenlijk de astronomische constellaties aan de hemel, en die komen niet meer overeen met de twaalf sectoren die de astrologie gebruikt. Sommige auteurs van astrologierubrieken in de krant maken uitsluitend gebruik van deze zonnepositie, zoals 'Zon in Ram' of 'Zon in Weegschaal' om er een horoscoop mee te maken. Deze rubrieken werken met een bijzonder gereduceerde methode en worden door de meeste astrologen niet serieus genomen.

## Achtergrond
In de astrologie wordt Tweelingen gezien als een mannelijk, beweeglijk, positief teken. Volgens de leer van de elementen is het een teken dat hoort bij het element Lucht. De planeet Mercurius is de heerser van dit teken.

## Mythologie
Het sterrenbeeld wordt geassocieerd met de Griekse mythe van Castor en Pollux, en met de Grieks-Romeinse god Hermes/Mercurius. Gemini wordt soms ook geassocieerd met de Noorse goden Loki,Freyr en Freya.

## Popastrologie
Tweelingen is een positief, extravert en beweeglijk luchtteken, met Mercurius als heerser en geassocieerd met het 3e huis van de horoscoop. De combinatie van deze elementen levert volgende algemene eigenschappen op die doorgaans aan het teken worden toegekend: communicatieve vaardigheden, wisselvallige gedachtewereld, niet erg standvastig, wispelturig, neiging tot te snel handelen, ongeduld, goed aanpassingsvermogen, eerder rationeel dan emotioneel ingesteld, positieve basishouding, extravert, gezellig, sociaal, geestig, nieuwsgierig. Hij toont zich een goede bemiddelaar en heeft nood aan afwisseling. Als beweeglijk teken is de Tweelingen snel verveeld, wat oppervlakkig, heeft veel hobby's en bezigheden die snel verlaten worden voor iets anders. Zijn kwaliteiten (mentale gerichtheid, communicatieve vaardigheden, aanpassingsvermogen, beweeglijkheid) zouden hem geschikt maken voor beroepen als schrijver, journalist, vertaler, leraar, diplomaat, advocaat, danser, entertainer.
Deze 'eigenschappen' zouden eigenlijk moeten afgewogen worden aan de rest van de horoscoop. Staan er bijvoorbeeld behalve de Zon geen planeten in Tweelingen, dan zullen deze kenmerken zich -volgens de astrologische principes- niet erg manifesteren. Vandaar het gevaar en de oppervlakkigheid van popastrologie, die geen rekening houdt met andere sterke factoren uit de horoscoop.

## Compatibele tekens
De tak van de astrologie die zich bezighoudt met de grondige analyse van horoscopen van partners heet synastrie. Hierbij worden de horoscopen met allerlei technieken met elkaar vergeleken. In de zonnetekenastrologie (popastrologie) zoals hier besproken worden echter meer algemene beweringen gedaan op grond van de plaats van de Zon bij beide partners:
- Tweelingen kan het best opschieten met de andere luchttekens Waterman en Weegschaal[8].
- Het teken gaat tevens goed samen met Leeuw en Ram omdat deze tekens op een sextielafstand (60 graden) van Tweelingen af liggen, en het sextiel wordt als een gunstige verbinding beschouwd. Dit is overigens geen persoonlijke aanwijzing, maar eerder een algemeen astrologisch beginsel[9] dat wordt afgewogen in samenhang met de rest van de factoren in de horoscoop.